# Vansattatjärnen
Vansattatjärnen är en sjö i Ockelbo kommun i Gästrikland och ingår i Gavleåns huvudavrinningsområde. Sjön har en area på 0,0976 kvadratkilometer och ligger 290 meter över havet.

## Delavrinningsområde
Vansattatjärnen ingår i det delavrinningsområde (674760-152832) som SMHI kallar för Mynnar i Lillån. Medelhöjden är 299 meter över havet och ytan är 7,93 kvadratkilometer. Det finns inga avrinningsområden uppströms utan avrinningsområdet är högsta punkten. Vattendraget som avvattnar avrinningsområdet har biflödesordning 3, vilket innebär att vattnet flödar genom totalt 3 vattendrag innan det når havet efter 94 kilometer. Avrinningsområdet består mestadels av skog (72 procent) och sankmarker (21 procent). Avrinningsområdet har 0,1 kvadratkilometer vattenytor vilket ger det en sjöprocent på 1,2 procent.